# Manuel Piñeiro Losada
Manuel Piñeiro Losada (castellà: Manuel Piñeiro)  (Matanzas, 14 de març de 1933 - l'Havana, 11 de març de 1998), conegut també com a comandant Barbarroja, va ser un polític i militar cubà, i una de les principals figures de la Revolució Cubana com a responsable de la construcció dels aparells de seguretat cubans i de donar cobertura a l'expansió dels grups revolucionaris d'esquerra a Amèrica Llatina.

## Biografia
Fill de dos emigrants gallecs, la llegenda explica que «va néixer enmig d'un huracà al taulell del bar que tenien els seus pares a la ciutat cubana de Matanzas».
Va participar en les protestes estudiantils en rebuig del cop d'estat del 10 de març de 1952, que va du al poder al dictador Fulgencio Batista. Al setembre de 1953, el seu pare, un gerent de Bacardí, el va enviar a estudiar a la Universitat de Colúmbia, a Nova York, per allunyar-lo de la política. Mentre estudiava es va oposar a la discriminació política, racial i social que imperava en aquells anys als Estats Units d'Amèrica, també es va casar amb una estatunidenca, la ballarina Lorna Burdsall, de la qual després se separaria.

### Revolució Cubana
Va tornar a Cuba, a la seva ciutat natal el 1955, on es va convertir en un dels fundadors del Moviment 26 de Juliol. Va ser detingut pels organismes de seguretat del règim i fitxat per activitats subversives. Va continuar les seves activitats clandestines a l'Havana fins que, perseguit per la policia, va decidir pujar a la Sierra Maestra per a incorporar-se a la columna dirigida per Fidel Castro.
Al març de 1958 va ser reconegut pels seus mèrits i escollit personalment per Fidel Castro com a oficial per a integrar la creació del II Front Oriental Frank País sota el comandament de Raúl Castro. En aquest front participà de diversos enfrontaments amb efectius de l'exèrcit cubà. Durant els combats per la presa de Santiago de Cuba, va ser ascendit a comandant de l'Exèrcit Rebel. Després del triomf va ser nomenat cap militar d'aquesta ciutat. És en aquella època que va ser captat per primera vegada per les càmeres fotogràfiques on s'observa la seva barba roja, que explica el seu sobrenom.

### Cap del servei d'intel·ligència
Barbarroja va ser sempre un incondicional de Fidel Castro, qui el sobrenomenava El Gallego. A l'Havana va acomplir diverses funcions per a la creació dels organismes d'intel·ligència i seguretat del nou règim. El 6 de juny de 1961 va ser nomenat viceministre del Ministeri de l'Interior, òrgan encarregat de desenvolupar la política d'intel·ligència i expandir el comunisme a Amèrica Llatina.
Durant la Invasió de Bahía Cochinos, Piñeira va ser ajudant de Ramiro Valdés Menéndez, cap del G-2, el servei d'intel·ligència de l'estat cubà. El 1965 va ser triat com a membre del comitè central del Partit Comunista de Cuba, càrrec que va exercir fins al 1997. Aquell mateix any va rebre a l'Havana Markus Wolf, director de la Stasi, l'òrgan d'intel·ligència de la República Democràtica Alemanya. Els organismes encapçalats per Piñeiro van tenir un paper clau en la neutralització de la contrainsurgència anticomunista. Les operacions especials dutes a terme van permetre capturar diversos destacats comandants i militants colpistes. Els experts consideraven Piñeiro com «el principal líder de la policia política de Cuba». Frederick Kempe, que va ser corresponsal de The Wall Street Journal, va escriure que Piñeiro sostenia que «el problema del narcotràfic és un problema dels Estats Units d'Amèrica». Piñeiro va supervisar també les operacions secretes i de suport a les forces comunistes a Argentina, Veneçuela, Perú, Colòmbia, Bolívia i va proporcionar la infraestructura per a les accions africanes del Che Guevara.
A partir del 1997 es va retirar de tots els càrrecs i es va dedicar a escriure i revisar llibres i estudis sobre la Revolució Cubana. L'11 de març de 1998, després de rebre un homenatge pels 40 anys de la creació del Front Oriental, va patir un accident mortal de trànsit mentre tornava a casa seva. Estava casat amb la sociòloga xilena Marta Harnecker, a qui havia conegut el 1972 i amb qui va tenir una filla, Camila. Va ser enterrat al Cementiri de Colom, a l'Havana.
Mauricio Vicent, corresponsal del diari espanyol El País, resumia amb aquestes paraules la personalitat de Piñeiro: «Heroi per als seus homes a Cuba, odiat a mort pels seus enemics ideològics a Miami, Piñeiro va ser un estrateg extremadament hàbil, d'un humor i intel·ligència fora del comú. Revolucionari fervent, va mantenir fins al final que el pensament del Che encara tenia vigència a Amèrica Llatina i que la Guerrilla de Ñancahuazú podria haver triomfat». Luis Suaàez Salazar va reunir textos de Piñeiro que va publicar a Ocean Press en col·laboració amb Ediciones Tricontinental a Che Guevara y la revolución latinoamericana.